# Открытая книга (фильм, 1977)
«Открытая книга» — советский девятисерийный художественный телевизионный цветной фильм, снятый на киностудии «Ленфильм» в 1977 году режиссёром Виктором Титовым по одноимённому роману Вениамина Каверина.

## Сюжет
Героиня фильма — учёная-микробиолог, которая получила первые в СССР образцы пенициллина (крустозина ВИЭМ) и участвовала в организации процесса его промышленного производства. Открытию нового сильнодействующего препарата предшествовали многолетние научные исследования. Начались они ещё в начале XX века в маленьком провинциальном городке Лопахине, в лаборатории старого врача Лебедева, с которым случайно знакомится соседская девочка Таня Власенкова, впервые узнавшая в доме исследователя о загадочном мире науки.
Прототипом Татьяны Власенковой послужила учёная-микробиолог Зинаида Ермольева. Также в фильм включены реальные истории из жизни репрессированного иммунолога и вирусолога Льва Зильбера (старшего брата Каверина), прототипа Андрея Львова.

## В ролях
- Наталья Дикарёва — Таня Власенкова (озвучила Галина Чигинская)
- Ия Саввина — Татьяна Власенкова в зрелом возрасте
- Георгий Тараторкин — Дмитрий Львов
- Алексей Васильев — Андрей Львов в детстве
- Михаил Погоржельский — профессор Павел Петрович Лебедев
- Елена Соловей — Глафира Сергеевна, супруга Дмитрия Львова, затем жена Крамова
- Олег Янковский — Раевский, издатель писем актрисы Кречетовой к профессору Лебедеву
- Инна Кондратьева — Агния Петровна
- Нина Ургант — мать Тани
- Владимир Басов — отец Тани
- Вадим Паничев — Володя Лукашевич
- Юрий Богатырёв — Андрей Львов, муж Тани
- Всеволод Сафонов — профессор Николай Васильевич Заозерский
- Леонид Неведомский — Пётр Рубакин, коллега Власенковой
- Елена Драпеко — Лена Быстрова
- Ирина Мазуркевич — Машенька, фельдшер
- Олег Табаков — Валентин Сергеевич Крамов, директор института
- Роман Громадский — Репнин
- Валерий Кравченко — Бородулин
- Георгий Тейх — Дроздов
- Олег Ефремов — Антон Марлин
- Вячеслав Васильев — Шапошников
- Владимир Марков — Коломнин
- Сергей Заморев — Виктор Мерзляков
- Станислав Соколов — Скрыпаченко
- Галина Инютина — Кречетова
- Юрий Шепелев — профессор Вишняков

## Съёмочная группа
- Сценарий — Вениамина Каверина, Владимира Савина
- Постановка — Виктора Титова
- Главный оператор — Анатолий Иванов
- Главный художник — Юрий Пугач
- Композитор — Николай Мартынов